# Heteromigas dovei
Heteromigas dovei är en spindelart som beskrevs av Henry Roughton Hogg 1902. Heteromigas dovei ingår i släktet Heteromigas och familjen Migidae.
Artens utbredningsområde är Tasmanien. Inga underarter finns listade i Catalogue of Life.